# Les Valls (Tavertet)
Les Valls és una masia de Tavertet (Osona) inclosa a l'Inventari del Patrimoni Arquitectònic de Catalunya.

## Descripció
Masia de petites dimensions, de planta quadrada coberta a dues vessants amb el carener paral·lel a la façana situada a llevant. Presenta un petit annex a la façana nord, actualment utilitzat com a porxo. L'edifici té poques obertures però totes tenen els emmarcaments de pedra picada. No hi ha cap data.

## Història
Masia sense documentació.